# Chimarra jaroschi
Chimarra jaroschi är en nattsländeart som beskrevs av Malicky 1994. Chimarra jaroschi ingår i släktet Chimarra och familjen stengömmenattsländor. Inga underarter finns listade i Catalogue of Life.